# 贺家庄遗址
贺家庄遗址，位于中国青海省大通县青山乡贺家庄，为第四批青海省文物保护单位，公布日期为1986年5月27日，类型为古遗址。
贺家庄遗址的历史年代为卡约文化。